# Cá hồi
Cá hồi là tên chung cho nhiều loài cá thuộc họ Salmonidae. Nhiều loại cá khác cùng họ được gọi là trout (cá hồi); sự khác biệt thường được cho là cá hồi salmon di cư còn cá hồi trout không di cư, nhưng sự phân biệt này không hoàn toàn chính xác. Cá hồi sống dọc các bờ biển tại cả Bắc Đại Tây Dương (các họ di cư Salmo salar) và Thái Bình Dương (khoảng sáu họ của giống Oncorhynchus), và cũng đã từng được đưa tới Hồ lớn ở Bắc Mỹ. Cá hồi được sản xuất nhiều trong ngành nuôi trồng thủy sản ở nhiều nơi trên thế giới.
Về đặc trưng, cá hồi là cá ngược sông để sinh sản: chúng sinh ra tại khu vực nước ngọt, di cư ra biển, sau đó quay trở lại vùng nước ngọt để sinh sản. Tuy nhiên, có nhiều con thuộc nhiều loài sống cả đời tại vùng nước ngọt. Truyền thống dân gian cho rằng loài cá này trở về đúng nơi chúng được sinh ra để đẻ trứng; những cuộc nghiên cứu đã cho thấy điều này là chính xác, và hành động quay lại nơi ra đời này đã được thể hiện phụ thuộc vào ký ức khứu giác.

## Các loài
Thuật ngữ salmon xuất xứ từ chữ La tinh salmo, và chữ này lại có gốc từ salire, có nghĩa "nhảy". Có chín loài cá hồi thương mại quan trọng, thuộc hai giống. Giống thứ nhất Salmo, có cá hồi Đại Tây Dương, có ở Bắc Đại Tây Dương. Giống thứ hai, Oncorhynchus, gồm tám loài chỉ có trong tự nhiên tại Bắc Thái Bình Dương. Cũng có một họ cá hồi Trung Quốc được đưa vào New Zealand. Theo nhóm chúng được gọi là cá hồi Thái Bình Dương.
| Cá hồi Thái Bình Dương và Đại Tây Dương | Cá hồi Thái Bình Dương và Đại Tây Dương | Cá hồi Thái Bình Dương và Đại Tây Dương  | Cá hồi Thái Bình Dương và Đại Tây Dương | Cá hồi Thái Bình Dương và Đại Tây Dương | Cá hồi Thái Bình Dương và Đại Tây Dương | Cá hồi Thái Bình Dương và Đại Tây Dương | Cá hồi Thái Bình Dương và Đại Tây Dương | Cá hồi Thái Bình Dương và Đại Tây Dương | Cá hồi Thái Bình Dương và Đại Tây Dương | Cá hồi Thái Bình Dương và Đại Tây Dương |                 |
| Họ                                      | Tên thường gọi                          | Tên khoa học                             | Chiều dài tối đa                        | Chiều dài thông thường                  | Trọng lượng tối đa                      | Tuổi thọ tối đa                         | Bậc thức ăn                             | Fish Base                               | FAO                                     | ITIS                                    | Tình trạng IUCN |
| --------------------------------------- | --------------------------------------- | ---------------------------------------- | --------------------------------------- | --------------------------------------- | --------------------------------------- | --------------------------------------- | --------------------------------------- | --------------------------------------- | --------------------------------------- | --------------------------------------- | --------------- |
| Cá hồi (Cá hồi Đại Tây Dương)           | Cá hồi Đại Tây Dương                    | Salmo salar Linnaeus, 1758               | 150 cm                                  | 120 cm                                  | 46.8 kg                                 | 13 năm                                  | 4.4                                     | [ 5 ]                                   | [ 6 ]                                   | [ 7 ]                                   | ít quan tâm     |
| Oncorhynchus (Cá hồi Thái Bình Dương)   | Cá hồi Chinook                          | Oncorhynchus tshawytscha (Walbaum, 1792) | 150 cm                                  | 70 cm                                   | 61.4 kg                                 | 9 năm                                   | 4.4                                     | [ 9 ]                                   | [ 10 ]                                  | [ 11 ]                                  | không đánh giá  |
| Oncorhynchus (Cá hồi Thái Bình Dương)   | Cá hồi Chum                             | Oncorhynchus keta (Walbaum, 1792)        | 100 cm                                  | 58 cm                                   | 15.9 kg                                 | 7 năm                                   | 3.5                                     | [ 12 ]                                  | [ 13 ]                                  | [ 14 ]                                  | không đánh giá  |
| Oncorhynchus (Cá hồi Thái Bình Dương)   | Cá hồi Coho                             | Oncorhynchus kisutch (Walbaum, 1792)     | 108 cm                                  | 71 cm                                   | 15.2 kg                                 | 5 năm                                   | 4.2                                     | [ 15 ]                                  | [ 16 ]                                  | [ 17 ]                                  | không đánh giá  |
| Oncorhynchus (Cá hồi Thái Bình Dương)   | Cá hồi hồng                             | Oncorhynchus gorbuscha (Walbaum, 1792)   | 76 cm                                   | 50 cm                                   | 6.8 kg                                  | 3 năm                                   | 4.2                                     | [ 18 ]                                  | [ 19 ]                                  | [ 20 ]                                  | không đánh giá  |
| Oncorhynchus (Cá hồi Thái Bình Dương)   | Cá hồi Sockeye                          | Oncorhynchus nerka (Walbaum, 1792)       | 84 cm                                   | 58 cm                                   | 7.7 kg                                  | 8 năm                                   | 3.7                                     | [ 21 ]                                  | [ 22 ]                                  | [ 23 ]                                  | ít quan tâm     |
| Oncorhynchus (Cá hồi Thái Bình Dương)   | Steelhead† (rainbow trout)              | Oncorhynchus mykiss (Walbaum, 1792)      | 79.0 cm                                 | 60 cm                                   | 10.0 kg                                 | 6 năm                                   | 3.6                                     | [ 25 ]                                  |                                         | [ 26 ]                                  | không đánh giá  |
| Oncorhynchus (Cá hồi Thái Bình Dương)   | Cá hồi Masu                             | Oncorhynchus masou (Brevoort, 1856)      | 79.0 cm                                 | cm                                      | 10.0 kg                                 | năm                                     | 3.6                                     | [ 27 ]                                  |                                         | [ 28 ]                                  | không đánh giá  |

     † Cá hồi cầu vồng (rainbow trout) di cư ra biển, nhưng nó không được gọi là "cá hồi" (salmon).
Cả giống Salmo và Oncorhynchus đều gồm một số loài được gọi là trout. Trong Salmo cũng có các taxa nhỏ phụ mà trong tiếng Anh đã được gọi là cá hồi, ví dụ cá hồi Adriatic (Salmo obtusirostris) và cá hồi biển Đen (Salmo labrax).

### Các loài cá khác được gọi là cá hồi
Cũng có một số loài khác có tên thường gọi là cá hồi. Trong số các loài được liệt kê dưới đây, cá hồi Danube hay huchen là một họ cá hồi nước ngọt lớn liên quan tới cá hồi ở trên, nhưng những loài khác là cá biển thuộc nhóm perciform không liên quan:
| Một số loài cá khác được gọi là cá hồi | Một số loài cá khác được gọi là cá hồi      | Một số loài cá khác được gọi là cá hồi | Một số loài cá khác được gọi là cá hồi | Một số loài cá khác được gọi là cá hồi | Một số loài cá khác được gọi là cá hồi | Một số loài cá khác được gọi là cá hồi | Một số loài cá khác được gọi là cá hồi | Một số loài cá khác được gọi là cá hồi | Một số loài cá khác được gọi là cá hồi | Một số loài cá khác được gọi là cá hồi |
| Tên thường gọi                         | Tên khoa học                                | Chiều dài tối đa                       | Chiều dài thông thường                 | Trọng lượng tối đa                     | Tuổi thọ tối đa                        | Bậc thức ăn                            | Fish Base                              | FAO                                    | ITIS                                   | Tình trạng IUCN                        |
| -------------------------------------- | ------------------------------------------- | -------------------------------------- | -------------------------------------- | -------------------------------------- | -------------------------------------- | -------------------------------------- | -------------------------------------- | -------------------------------------- | -------------------------------------- | -------------------------------------- |
| Cá hồi Danube                          | Hucho hucho (Linnaeus, 1758)                | 150 cm                                 | 70 cm                                  | 52 kg                                  | 15 năm                                 | 4.2                                    | [ 29 ]                                 |                                        | [ 30 ]                                 | Đang bị đe dọa tuyệt chủng             |
| Cá hồi Ấn Độ                           | Eleutheronema tetradactylum (Shaw, 1804)    | 200 cm                                 | 50 cm                                  | 145 kg                                 | năm                                    | 4.4                                    | [ 32 ]                                 |                                        | [ 33 ]                                 | không đánh giá                         |
| Cá hồi Hawaii                          | Elagatis bipinnulata (Quoy & Gaimard, 1825) | 180 cm                                 | 90 cm                                  | 46.2 kg                                | năm                                    | 3.6                                    | [ 34 ]                                 | [ 35 ]                                 | [ 36 ]                                 | không đánh giá                         |
| Cá hồi Australia                       | Arripis trutta (Forster, 1801)              | 89 cm                                  | 47 cm                                  | 9.4 kg                                 | 26 năm                                 | 4.1                                    | [ 37 ]                                 |                                        | [ 38 ]                                 | không đánh giá                         |

Eosalmo driftwoodensis, hóa thạch cá hồi cổ nhất trong hồ sơ hóa thạch, đã giúp các nhà khoa học xác định các loài cá hồi phân rẽ từ một tổ tiên chung. Hóa thạch cá hồi British Columbia cung cấp bằng chứng rằng sự phân rẽ giữa cá hồi Thái Bình Dương và Đại Tây Dương chưa xảy ra ở thời điểm 40 triệu năm trước. Cả hồ sơ hóa thạch và phân tích mitochondrial DNA cho thấy sự phân rẽ chỉ xảy ra 10 tới 20 triệu năm trước. Bằng chứng độc lập này từ phân tích DNA và hóa thạch đã bác bỏ lý thuyết phân rẽ cá hồi thời kỳ băng hà.

## Phân bố

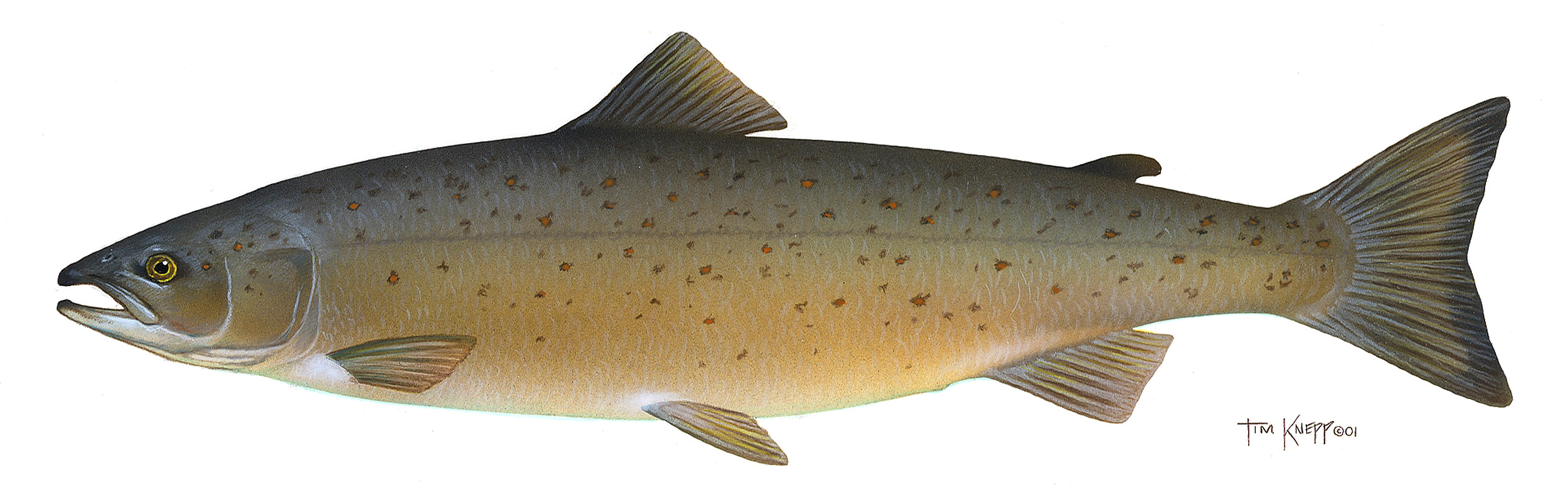
Cá hồi Đại Tây Dương, Salmo salar.

- Cá hồi Đại Tây Dương, (Salmo salar) sinh sản tại những dòng sông phía bắc ở cả hai bờ Đại Tây Dương.
  - Cá hồi lục địa (Salmo salar m. sebago) sống tại một số hồ ở phía đông Bắc Mỹ và Bắc Âu, ví dụ tại các hồ Onega, Ladoga, Saimaa và Vänern. Chúng không phải là một loài khác với cá hồi Đại Tây Dương, nhưng đã tiến hóa độc lập một chu kỳ sống không di cư, và chúng vẫn duy trì nó thậm chí khi có thể đi ra biển.

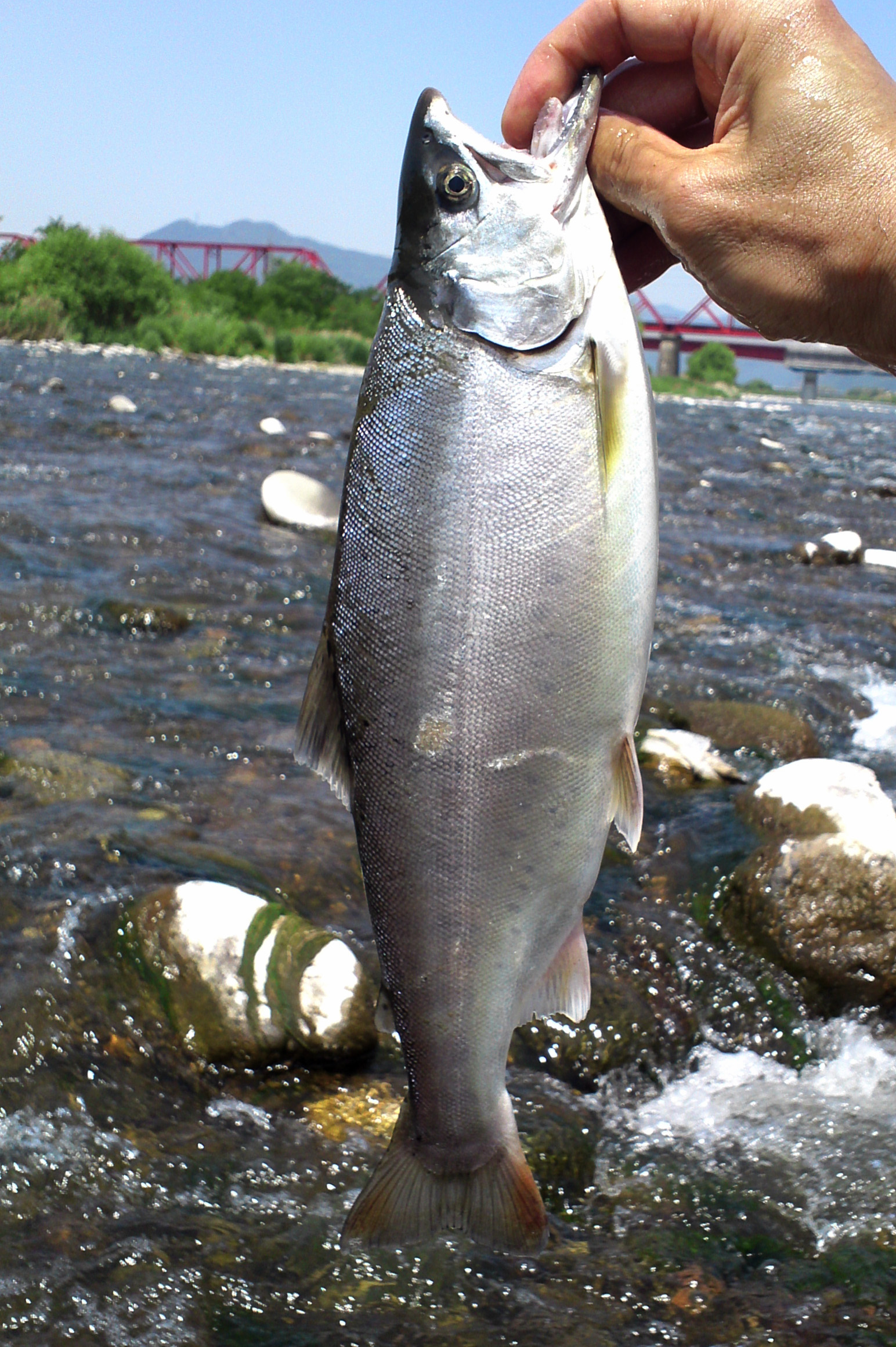

- Cá hồi Masu hay cherry salmon (Oncorhynchus masou) chỉ được tìm thấy ở tây Thái Bình Dương tại Nhật Bản, Triều Tiên và Nga. Cũng có các phụ loài sống trong lục địa được gọi là cá hồi Đài Loan hay cá hồi Formosan (Oncorhynchus masou formosanus) ở Suối Chi Chia Wan miền trung Đài Loan.[40]
- Cá hồi Chinook (Oncorhynchus tshawytscha) cũng được gọi là cá hồi vua hay cá hồi miệng đen ở Mỹ, và là cá hồi xuân ở British Columbia. Cá hồi Chinook là loài cá hồi Thái Bình Dương lớn nhất, thường vượt quá 30 lb (14 kg).[41] Cái tên Tyee được dùng ở British Columbia để chỉ cá hồi Chinook hơn 30 pound, và tại lưu vực sông Sông Columbia những con cá hồi Chinook đặc biệt lớn được gọi là June Hogs. Cá hồi Chinook được biết có thể bơi đến tận Sông Mackenzie và Kugluktuk ở miền trung vòng bắc cực Canada,[42] và xa tới tận miền nam Bờ biển Trung California.[43]
- Cá hồi Chum (Oncorhynchus keta) được biết đến như một loại cá hồi dog, keta, hay calico ở nhiều vùng tại Mỹ. Loài này có tầm hoạt động địa lý rộng nhất trong các loài cá hồi Thái Bình Dương:[44] phía nam tới tận Sông Sacramento ở California và đông Thái Bình Dương và đảo Kyūshū tại Biển Nhật Bản ở phía tây Thái Bình Dương; phía bắc tới Sông Mackenzie ở Canada, phía đông tới Sông Lena, phía tây tới Siberia.
- Cá hồi Coho (Oncorhynchus kisutch) cũng được gọi là cá hồi bạc ở Mỹ. Loài này được tìm thấy ở tất cả các vùng nước ven biển Alaska và British Columbia và ở phía nam xa tới tận miền trung California (Vịnh Monterey).[45] Nó cũng xuất hiện, dù không thường xuyên, tại Sông Mackenzie.[42]
- Cá hồi hồng (Oncorhynchus gorbuscha), được gọi là cá gù ở đông nam và tây nam Alaska, được thấy ở miền bắc California và Triều Tiên, trên toàn vùng bắc Thái Bình Dương, và từ Sông Mackenzie[42] ở Canada tới Sông Lena ở Siberia, thường tại những dòng suối bờ biển ngắn. Nó là loài cá hồi Thái Bình Dương nhỏ nhất, với trọng lượng trung bình 3+1⁄2 to-[chuyển đổi: đơn vị bất ngờ].[46]
- Cá hồi Sockeye (Oncorhynchus nerka) cũng được gọi là cá hồi đỏ ở Mỹ.[47] Loài cá được nuôi ở hồ này có ở miền nam xa tới tận Sông Klamath ở California ở phía đông Thái Bình Dương và bắc đảo Hokkaidō tại Nhật Bản và ở phía tây Thái Bình Dương xa tới tận Vịnh Bathurst ở Vòng Bắc Cực Canada ở phía đông và Sôn Anadyr tại Siberia ở phía tây. Dù hầu hết cá hồi Thái Bình Dương trưởng thành ăn các loại cá nhỏ, tôm và mực ống; sockey ăn sinh vật phù du được chúng lọc qua những khe mang.[48] Cá hồi Kokanee là loại cá sockeye sống trong lục địa.
- Cá hồi Danube hay huchen (Hucho hucho), là loại cá thuộc dòng cá hồi lớn nhất sống thường trực tại vùng nước ngọt.

## Vòng đời

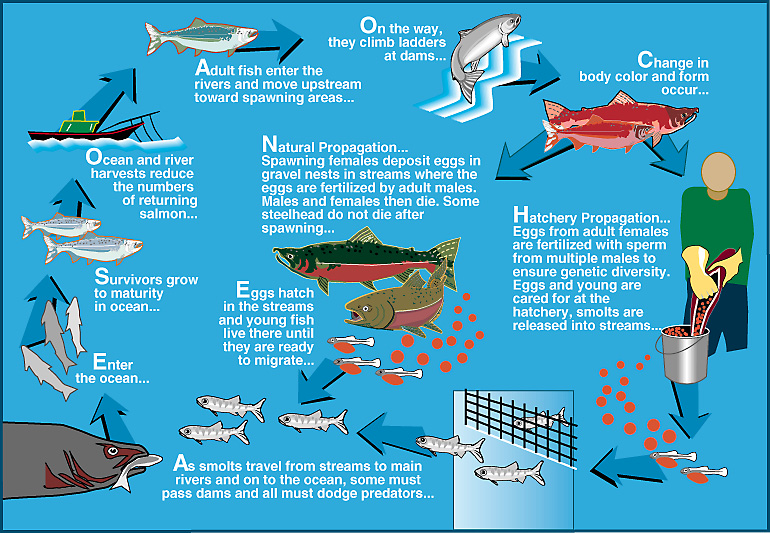
Vòng đời của cá hồi Thái Bình Dương

Trứng cá hồi được đẻ tại những dòng suối nước ngọt thông thường ở nơi có độ cao lớn. Trứng phát triển thành cá bột hay bọc trứng (sac fry). Cá mới nở nhanh chóng phát triển thành cá con với những dải ngụy trang dọc. Cá con ở lại dòng suối quê hương trong sáu tháng tới ba năm trước khi trở thành cá non, được phân biện bởi màu sáng bạc với các vảy có thể dễ dàng bóc. Ước tính chỉ 10% trứng cá hồi sống sót tới giai đoạn này. Tính chất hóa học cơ thể của cá con thay đổi, cho phép chúng sống trong nước mặn. Cá hồi con dành một phần thời gian di cư để sống ở vùng nước lợ, tính chất hóa học cơ thể của chúng trở nên quen thuộc với điều kiện thẩm thấu tại đại dương.

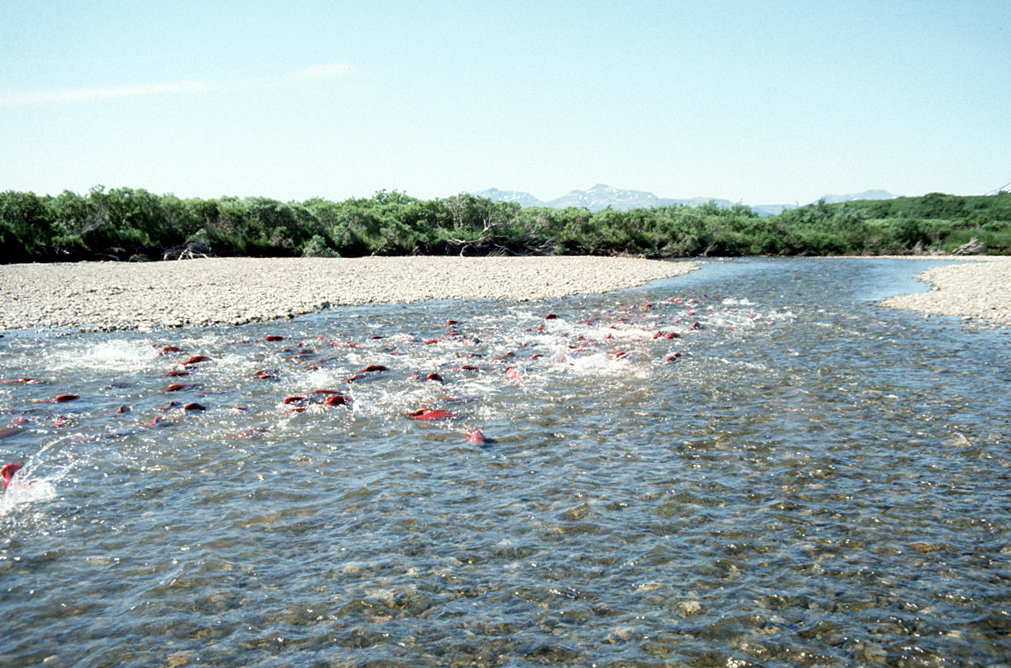
Cá hồi xây dựng tổ (redd) tại khu nước chảy nhanh và nông của sông

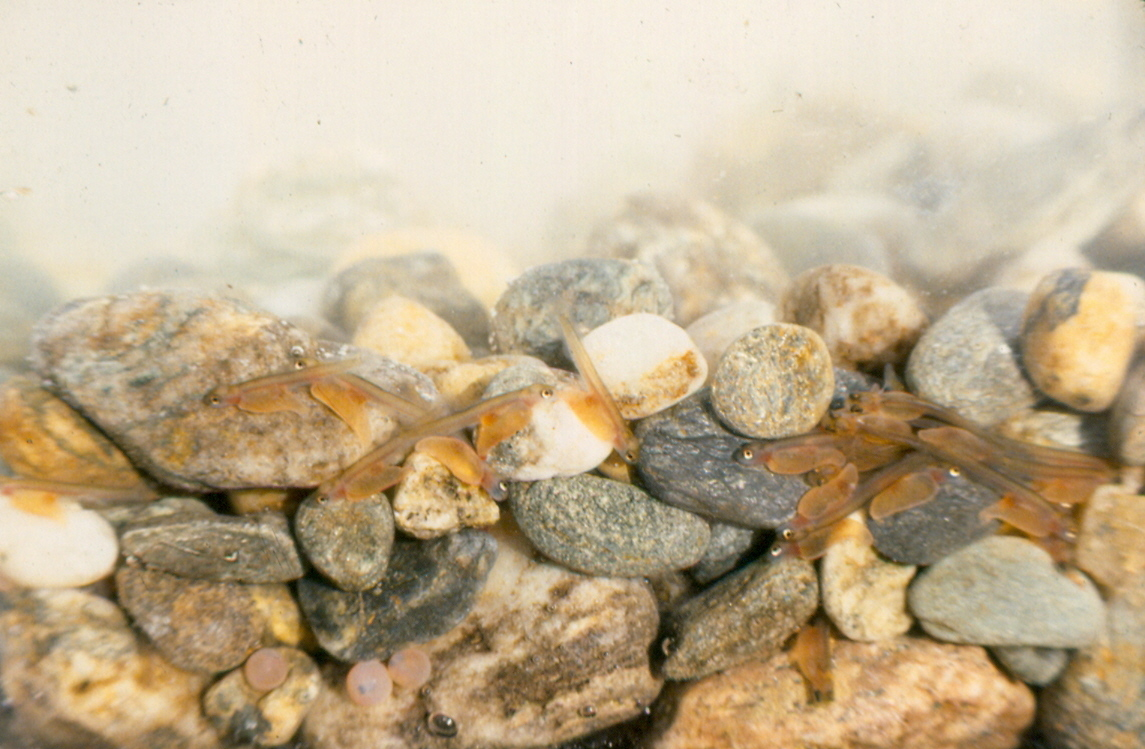
Các bọc trứng (sac fry) vẫn còn trong môi trường sống với sỏi của các hố redd (tổ) cho đến khi noãn hoàng của chúng (còn gọi là "hộp cơm trưa") cạn kiệt

Cá hồi dành khoảng một tới năm năm (tùy theo loài) ở biển khơi nơi chúng dần trưởng thành về giới tính. Cá hồi trưởng thành sau đó đa số quay lại dòng suối quê hương để đẻ trứng. Tại Alaska, sự trao đổi chéo với dòng suối khác cho phép cá hồi tới sinh sống tại những dòng suối mới, như những con cá xuất hiện khi một sông băng rút lui. Phương pháp chính xác cá hồi dùng để định hướng vẫn chưa được xác định, dù khứu giác tốt của chúng có liên quan. Cá hồi Đại Tây Dương dành từ một tới bốn năm ở biển. (Khi một con cá quay về sau chỉ một năm sống ở biển được gọi là grilse ở Canada, Anh và Ireland.) Trước khi đẻ trứng, tùy thuộc theo loài, cá hồi trải qua sự thay đổi. Chúng có thể phát triển một cái bướu, mọc răng nanh, phát triển một bướu gù (một sự uốn cong của hàm ở cá hồi đực). Tất cả sẽ chuyển từ màu xanh bạc của cá nước ngọt ra sống ở biển sang một màu tối hơn. Cá hồi có thể thực hiện những chuyến đi đáng kinh ngạc, thỉnh thoảng di chuyển hàng trăm dặm ngược dòng nước chảy nhanh và mạnh để đẻ trứng. Ví dụ, cá hồi Chinook và sockeye từ miền trung Idaho di chuyển 900 dặm (1.400 km) và lên cao xấp xỉ 7.000 foot (2.100 m) từ Thái Bình Dương khi chúng quay về để đẻ trứng. Sức khỏe của chúng kém đi khi chúng càng sống lâu trong nước ngọt, và càng kém nữa saiu khi chúng đẻ trứng, khi chúng được gọi là kelt. Ở mọi loài cá hồi Thái Bình Dương, các cá nhân trưởng thành chết trong vòng vài ngày hay vài tuần sau khi đẻ trứng, một đặc điểm được gọi là semelparity. Khoảng 2% tới 4% cá hồi Đại Tây Dương cái sống sót để đẻ trứng lần nữa. Tuy nhiên, ở những loài cá hồi có thể đẻ trứng hơn một lần này (iteroparity), tỷ lệ chết sau khi đẻ khá cao (có lẽ lên tới 40 tới 50%.)
Để đẻ bọc trứng, cá hồi cái dùng đuôi (vây đuôi), để tạo một vùng áp suất thấp, khiến sỏi trôi xuôi dòng, tạo một hố lõm nông, được gọi là một redd (tổ cá hồi). Hố redd có thể thỉnh thoảng chứa 5.000 trứng rộng 30 foot vuông (2,8 m2). Trứng thường có màu cam tới đỏ. Một hay nhiều con đực bơi cạnh con cái, phun tinh trùng, hay tinh dịch (milt), lên trứng. Sau đó con cái đẩy sỏi phía đầu dòng phủ trứng trước khi bơi đi tạo một tổ redd khác. Con cái sẽ làm thậm chí tới bảy redd trước khi hết trứng.
Mỗi năm, con cá trải qua một giai đoạn phát triển nhanh, thường vào mùa hè, và một giai đoạn phát triển chậm, thường vào mùa đông. Việc này tạo ra các hình vòng tròn quanh xương tai được gọi là otolith, (annuli) tương tự với các vòng tăng trưởng ở thân cây. Giai đoạn tăng trưởng ở nước ngọt là những vòng dày đặc, giai đoạn tăng trưởng ở biển là những vòng rộng; việc đẻ trứng được đánh dấu bằng sự ăn mòn đáng kể khi khối lượng cơ thể được chuyển thành trứng và tinh dịch.
Các dòng suối nước ngọt và các cửa sông cung cấp môi trường sống quan trọng cho nhiều loài cá hồi. Chúng ăn cả côn trùng sống trên cạn, côn trùng sống dưới nước và côn trùng lưỡng cư, và các loại giáp xác khi còn nhỏ, và chủ yếu ăn các loại cá khác khi lớn. Trứng được đẻ ở những vùng nước sâu hơn với những viên sỏi lớn hơn, và cần nước mạt và dòng chảy mạnh (để cung cấp ôxi) để phôi phát triển. Tỷ lệ chết ở cá hồi trong những giai đoạn sống đầu tiên thường cao vì bị ăn thịt tự nhiên và những thay đổi do con người tác động tới môi trường sống của chúng, như sự lắng bùn, nhiệt độ nước cao, tập trung ôxi thấp, mất các lùm cây tại suối, và giảm tốc độ dòng chảy của sông. Các cửa sông và các vùng đất ướt gần chúng cung cấp môi trường phát triển sống còn cho cá hồi trước khi di cư ra biển khơi. Các vùng đất ướt không chỉ là nơi đệm cho cửa sông khỏi phù sa và các chất ô nhiễm, mà còn là những khu vực sinh sống và ẩn nấp quan trọng.
Cá hồi không bị chết bởi các phương tiện khác đối mặt với tình trạng giảm sút sức khỏe tăng tốc rất nhanh (phenoptosis, hay "tình trạng già hóa đã được lập trình") ở cuối đời. Thân thể chúng nhanh chóng bị phân rã ngay sau khi đẻ trứng, là hậu quả của việc giải phóng những lượng lớn corticosteroid.

## Sinh thái học

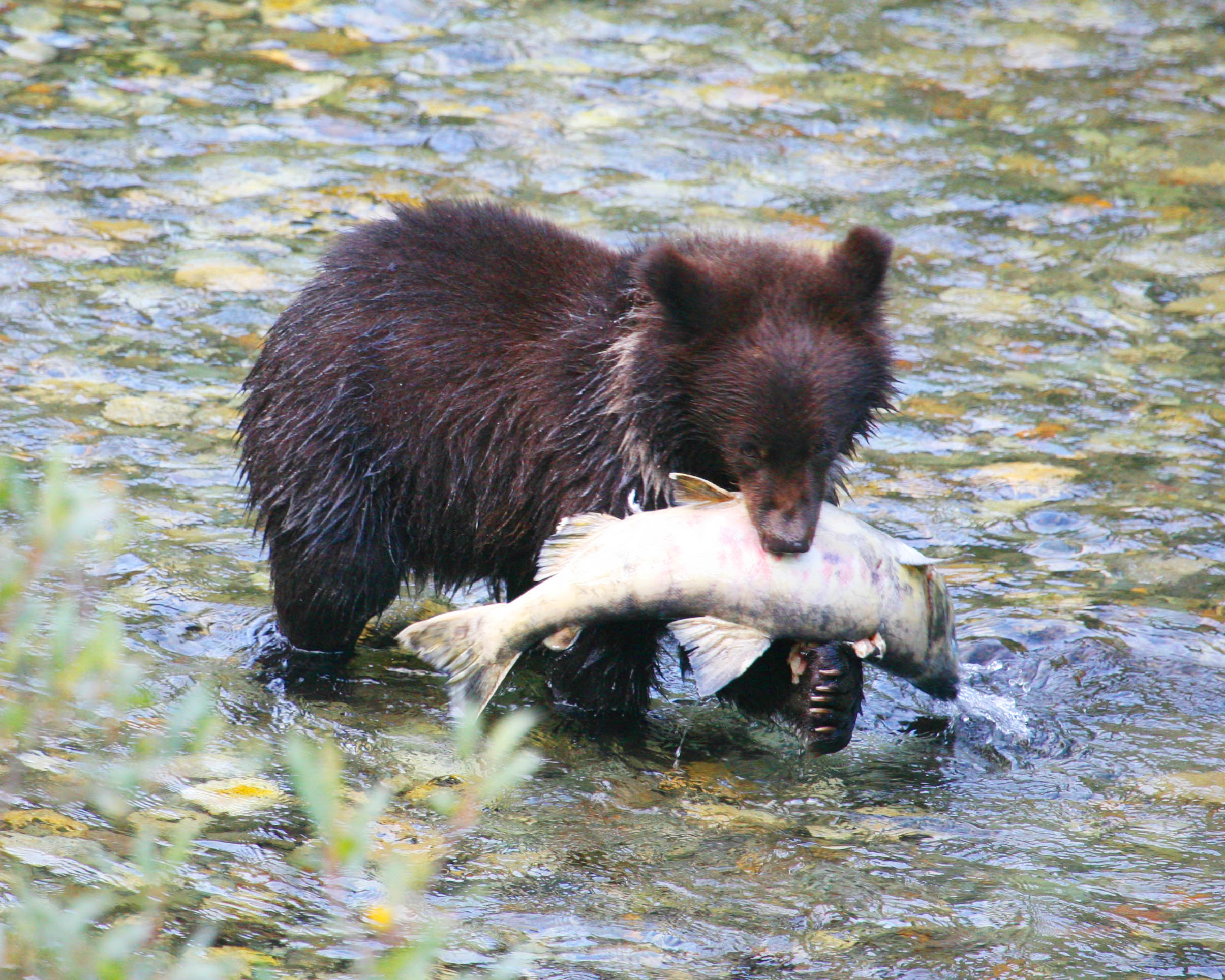
Gấu bắt cá hồi

### Gấu và cá hồi
Ở Tây bắc Thái Bình Dương và Alaska, cá hồi là loài quan trọng, hỗ trợ các dạng sống hoang dã từ chim tới gấu và rái cá. Cơ thể cá hồi đại diện cho sự chuyển tiếp các chất dinh dưỡng từ biển, giàu nitơ, sulfur, carbon và phosphorus, về hệ sinh thái rừng.
Gấu xám Bắc Mỹ hoạt động như những kỹ sư sinh thái, bắt cá hồi và mang chúng tới các vùng cây lân cận. Tại đó chúng thải nước tiểu và phân giàu dinh dưỡng và xác bị ăn dở. Đã có ước tính rằng những con gấu để lại tới nửa số cá hồi chúng bắt được trên nền rừng với mật độ có thể lên đến 4,000 kilograms trên 1 hectare, cung cấp tới 24% tổng lượng nitơ có được cho các khu rừng ven sông. Những cây vân sam lên tới 500 m (1.600 ft) từ một dòng suối nơi gấu xám Bắc Mỹ bắt cá hồi đã được phát hiện có chứa nitơ có nguồn gốc từ cá hồi bị bắt.

### Hải ly và cá hồi

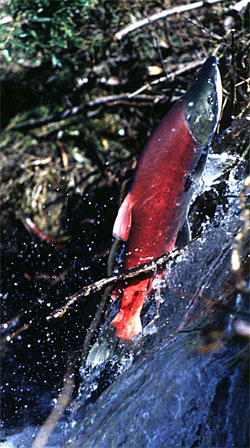
Cá hồi Sockeye nhảy qua một cái đập của hải ly

Hải ly cũng hoạt động như những kỹ sư của hệ sinh thái; trong quá trình gặm cây và làm đập, những con hải ly làm thay đổi rất mạnh hệ sinh thái của chúng. Những chiếc ao của hải ly có thể cung cấp môi trường sống thiết yếu cho cá hồi chưa trưởng thành. Một ví dụ của việc này là vào những năm sau năm 1818 tại Châu thổ Sông Columbia. Năm 1818, chính phủ Anh cho phép thực hiện một thỏa thuận với chính phủ Mỹ để cho các công dân Mỹ vào lưu vực sông Columbia (xem Hiệp ước 1818). Ở thời điểm đó, Hudson's Bay Company đã gửi lời nhắn tới những người bẫy thú để trừ tiệt tất cả động vật da có lông khỏi khu vực này trong nỗ lực để khiến nó ít thu hút những người buôn bán lông thú Mỹ hơn. Khi những con hải ly bị diệt trừ khỏi những khu vực lớn của hệ thống sông, những cuộc hành trình về quê của cá hồi sụt giảm mạnh, thậm chí khi không có sự góp mặt của nhiều yếu tố thường gắn liền với những cuộc hành trình về quê của cá hồi. Số lượng cá hồi có thể bị ảnh hưởng bởi những cái đập của hải lý bởi đập có thể:
- Làm chậm tốc độ các chất dinh dưỡng bị rửa trôi khỏi hệ thống; các chất dinh dưỡng được cung cấp bởi những con cá hồi trưởng thành lắng đọng trong suốt mùa thu và mùa hè vẫn được giữ lại tới mùa xuân cho những chú cá hồi mới lớn.
- Cung cấp những bể nước sâu hơn nơi những con cá hồi non tránh kẻ thù ăn thịt.
- Làm gia tăng hiệu năng sản xuất qua quang hợp và bằng cách tăng cường tính hiệu quả của vòng chuyển đổi cellulose.
- Tạo ra các môi trường năng lượng thấp nơi những chú cá hồi non lợi dụng thức ăn vào việc tăng trưởng hơn là việc chống lại các dòng chảy.
- Tăng cường tính phức tạp cấu trúc với nhiều hốc vật lý nơi cá hồi có thể tránh những kẻ săn mồi.

Các đập của hải lý có thể chăm sóc những chú cá hồi non tại các đầm lầy thủy triều cửa sông nơi độ mặn thấp hơn 10 ppm. Những chú hải ly xây dựng các đập nhỏ thường thấp hơn 2 foot (60 cm) trong các kênh ở vùng Myrtle. Những đập này có thể bị trào qua khi thủy triều cao và giữ nước khi thủy triều thấp. Nó cung cấp nơi trú ngụ cho cá hồi non để chúng không phải bơi trong những kênh lớn nơi chúng dễ trở thành đối tượng bị săn đuổi.

### Những loài ký sinh
Theo nhà sinh học người Canada Dorothy Kieser, loài ký sinh myxozoa Henneguya salminicola thường thấy trong thịt của các loài họ cá hồi. Nó đã được ghi lại trong những mẫu hiện trường của cá hồi quay trở về Đảo Queen Charlotte. Con cá phản ứng bằng cách ngăn cách ly sự nghiễm trùng do ký sinh vào một số u nang chứa dung dịch dạng sữa. Dung dịch này là một sự tập hợp một số lượng lớn loài ký sinh.
Henneguya và các loài ký sinh khác thuộc nhóm myxosporea có dòng đời phức tạp, trong đó cá hồi là một trong hai động vật chủ. Con cá nhả ra các bào tử sau khi đẻ trứng. Trong trường hợp của Henneguya, các bào tử đi vào một vật chủ thứ hai, thường là một động vật không xương sống, trong dòng suối đẻ trứng. Khi cá hồi non di cư ra Thái Bình Dương, vật chủ thứ hai nhả một loại gây lây nhiễm vào cá hồi. Vật ký sinh sau đó được mang trong con cá hồi cho tới chu ký đẻ trứng tiếp theo. Loài ký sinh myxosporea gây ra bệnh disease ở cá trout, có một vòng đời tương tự. Tuy nhiên, trái với bệnh, sự phá hoại của Henneguya không có vẻ gây ra bệnh tật trong cá hồi chủ — thậm chí con cá bị nhiễm nặng thường quay về đẻ trứng thành công.

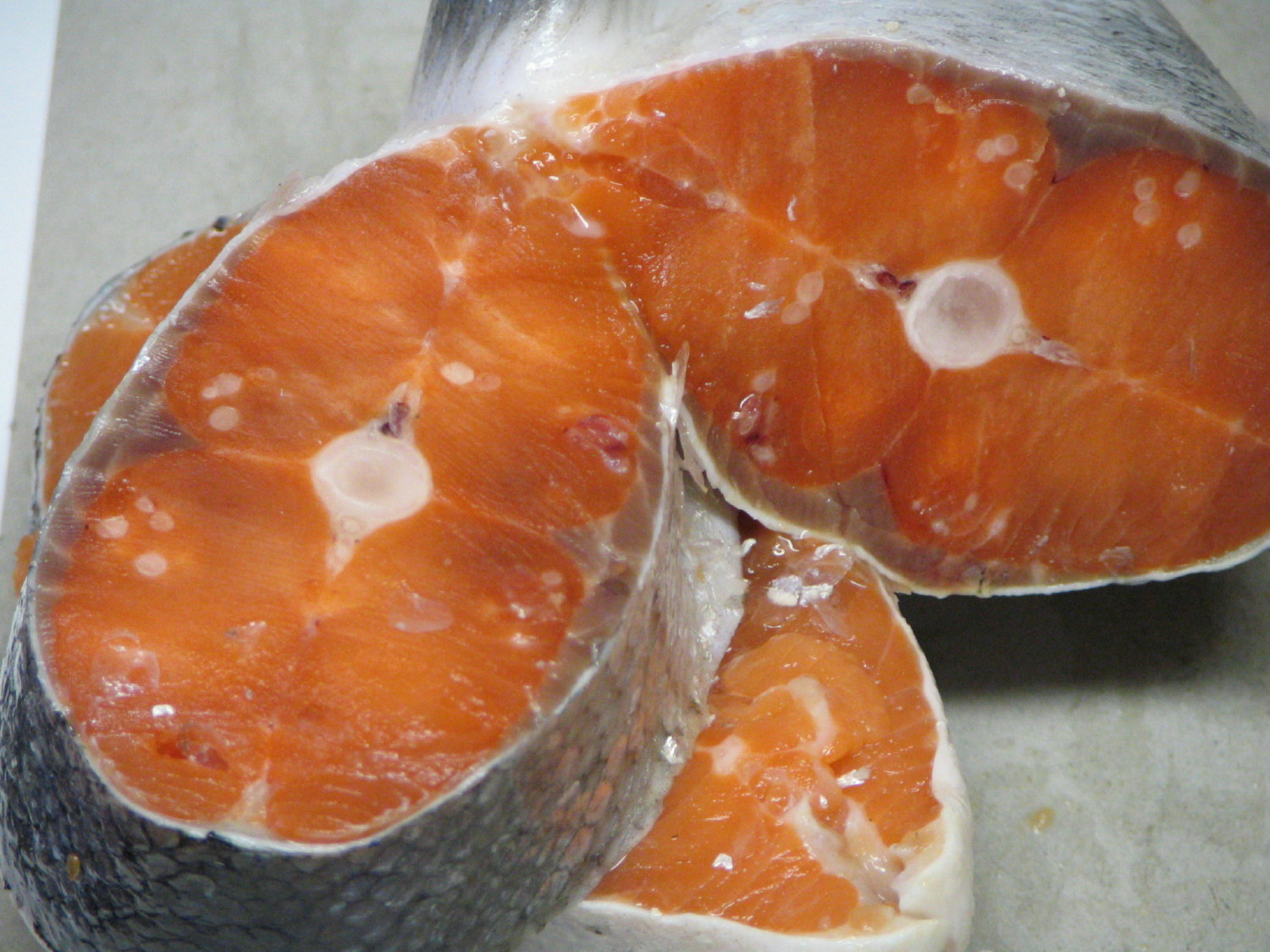
Henneguya salminicola, một vật ký sinh myxozoa thường thấy trong thịt của cá hồi ở Bờ biển phía Tây Canada, trong cá hồi coho

Theo Tiến sĩ Kieser, nhiều cuộc nghiên cứu về Henneguya salminicola đã được các nhà khoa học thực hiện tại Trạm sinh vật học Thái Bình Dương ở Nanaimo hồi giữa thập niên 1980, đặc biệt, một báo cáo tổng quan phát biểu rằng "con cá có thời gian sinh trưởng ở vùng nước ngọt lâu có những sự nhiễm trùng đáng chú ý nhất. Vì thế theo thứ tự thông thường coho là loài bị nhiễm nhiều nhất tiếp đó là sockeye, chinook, chum và cá hồng." Tương tự, báo cáo nói rằng, ở thời điểm các cuộc nghiên cứu được tiến hành, các quần thể từ các hệ thống sông lớn trung và thượng ở British Columbia như Fraser, Skeena, Nass và từ các dòng suối ven biển lục địa ở phần phía nam B.C. "dường như có ít trường hợp bị nhiễm." Báo cáo cũng nói rằng "Cần nhấn mạnh rằng Henneguya, có hại về kinh tế dù nó, không gây hại từ quan điểm sức khỏe cộng đồng. Nó chỉ là một loài ký sinh ở cá không thể sống hay ảnh hưởng tới các động vật máu nóng, gồm cả con người".
Theo Klaus Schallie, Chuyên gia Chương trình Động vật có vỏ Thân mềm của Cơ quan Kiểm soát Thực phẩm Canada, "Henneguya salminicola được tìm thấy ở phía nam B.C. và cũng có ở tất cả các loài cá hồi. Trước đó tôi đã xem xét cá hồi chum hun khói có rất nhiều u nang và một số cá hồi sockeye trở về đẻ trứng tại Barkley Sound (phía nam B.C, bờ tây Đảo Vancouver) được lưu ý bởi khả năng cao bị nhiễm của chúng."
Rận biển, đặc biệt là Lepeophtheirus salmonis và nhiều loài Caligus, gồm cả C. clemensi và C. rogercresseyi, có thể gây hại dẫn đến cái chết với cả cá hồi tự nhiên và cá hồi nuôi. Rận biển là những vật ký sinh ngoài ăn nước nhầu, máu và da, và di trú và bám vào da cá hồi hoang dã khi đang bơi tự do, ở dạng phù du, hay giai đoạn ấu trùng chân kiếm, và có thể dai dẳng trong nhiều ngày. Một lượng lớn những trang trại nuôi cá hồi số lượng lớn và trong lưới ngoài biển có thể tạo ra những sự tập trung cao độ của rận biển; khi sống trong những vùng cửa sông có nhiều trại nuôi trong lưới những con cá hồi tự nhiên non rất dễ bị ảnh hưởng, và vì thế không thể sống được. Những con cá hồi trưởng thành có thể sống sót qua môi trường có nhiều rận biển, nhưng những con cá hồi nhỏ, da mỏng di cư ra biển rất dễ bị ảnh hưởng. Trên bờ biển Thái Bình Dương của Canada, tỷ lệ cá chết do rận biển ở cá hồi hồng tại một số vùng thường trên 80%.

## Đánh bắt tự nhiên

### Thương mại

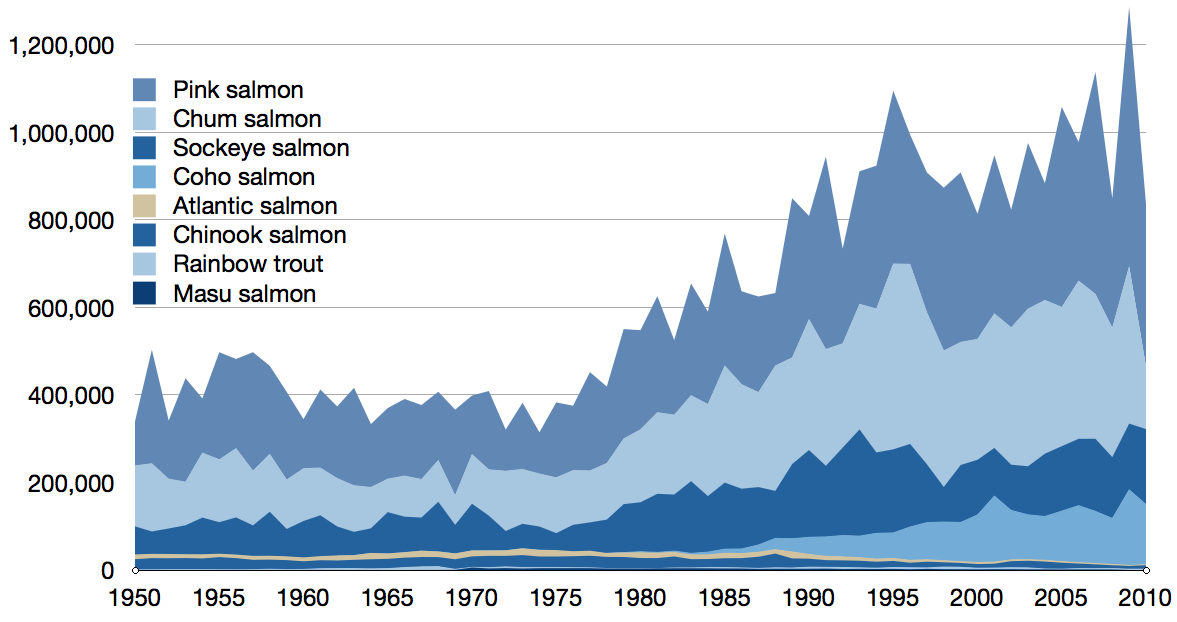
Đánh bắt thương mại tất cả các loài cá hồi hoang dã giai đoạn 1950–2010,
Như thông báo của FAO

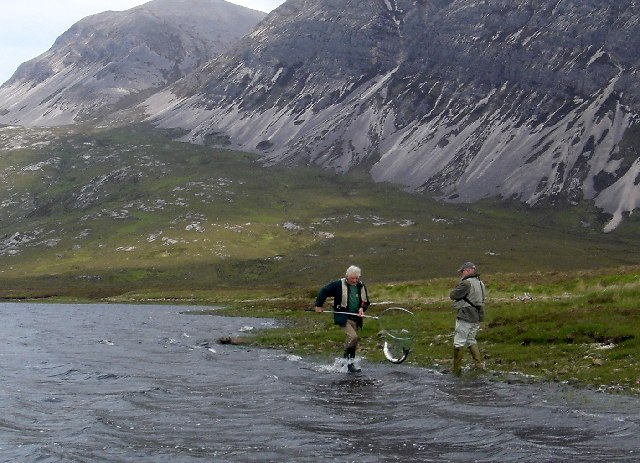
Người câu cá câu được một con cá hồi, Scotland

#### Nuôi trồng thủy sản
Việc nuôi cá hồi là một ngành đóng góp lớn vào sản lượng cá nuôi, chiếm khoảng US$10  tỷ hàng năm. Các giống cá thường được nuôi khác gồm: tilapia, cá da trơn, cá vược biển, cá chép và cá tráp. Ngành nuôi cá hồi phát triển tại Chile, Na Uy, Scotland, Canada và Đảo Faroe, và là nguồn gốc hầu hết cá hồi được tiêu thụ tại châu Mỹ và châu Âu. Cá hồi Đại Tây Dương cũng được nuôi, dù với số lượng rất nhỏ, tại Nga và đảo Tasmania, Australia.

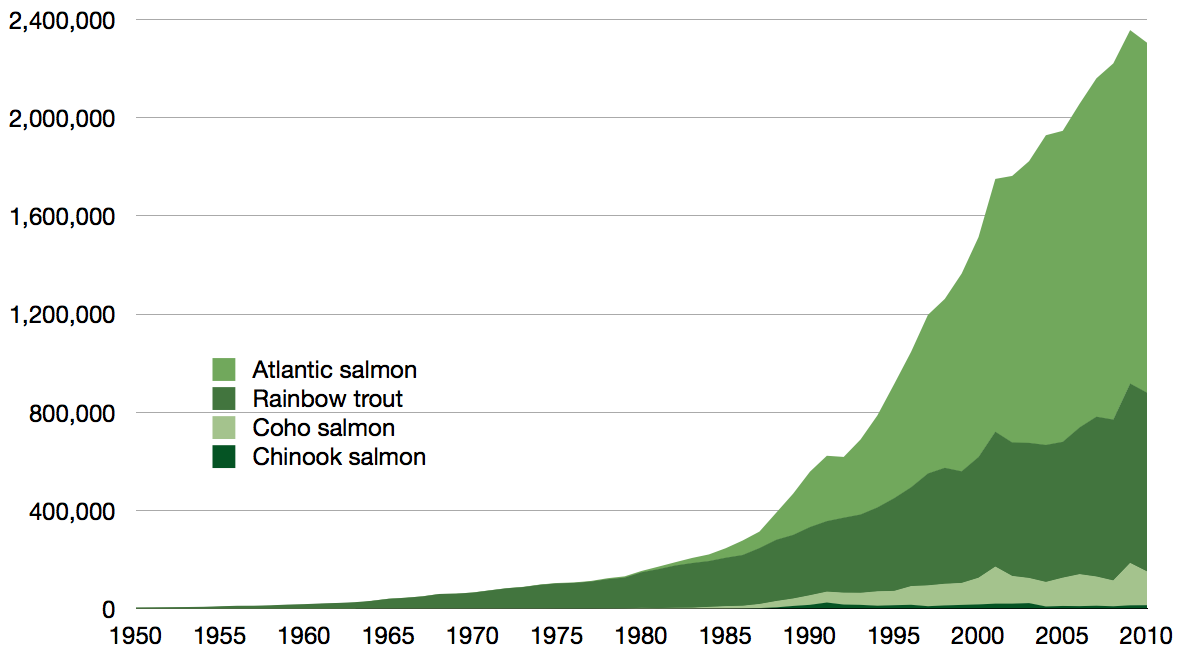
Sản lượng nuôi trồng tất cả các loài cá hồi thực sự 1950–2010,
as reported by the FAO

Cá hồi là loài ăn thịt và ăn những loại cá hoang dã khác cũng như sinh vật biển. Việc nuôi cá hồi dẫn tới nhu cầu cao về cá mồi hoang dã. Cá hồi đòi hỏi lượng tiêu thụ dinh dưỡng và protein lớn, và vì thế, cá hồi nuôi tiêu thụ nhiều cá hơn sản phẩm cuối cùng chúng tạo ra. Để tạo ra được một pound cá hồi nuôi, đòi hỏi nhiều poun cá tự nhiên để cho chúng ăn. Khi ngành công nghiệp nuôi cá hồi phát triển, nó đòi hỏi thêm lượng lớn cá tự nhiên làm thức ăn, ở thời điểm 75% ngành đánh cá có kiểm soát của thế giới đã hay hầu như vượt quá ngưỡng duy trì tối đa. Mức độ khai thác cá tự nhiên cho ngành nuôi trồng cá hồi đã ảnh hưởng tới khả năng tồn tại của các loài cá ăn thịt tự nhiên cũng dựa vào những loại cá đó để làm thức ăn.
Việc nghiên cứu vẫn đang được tiếp tục trong việc đưa các protein thực vật thay protein động vật trong chế độ ăn của cá hồi. Không may thay, dù sự thay đổi này làm giảm mức độ hàm lượng axít béo omega-3 giá trị cao giảm đi trong những sản phẩm nuôi trồng.
Những trang trại nuôi cá hồi số lượng lớn hiện nay đòi hỏi những lồng nuôi cá lưới mở, vốn có chi phí sản xuất thấp, nhưng lại có điểm bất lợi là cho phép dịch bệnh và rận biển lan tràn trong các quần thể cá hồi hoang dã địa phương.
Trên cơ sở trọng lượng khô, cần 2–4 kg cá đánh bắt tự nhiên để sản xuất ra một kg cá hồi.

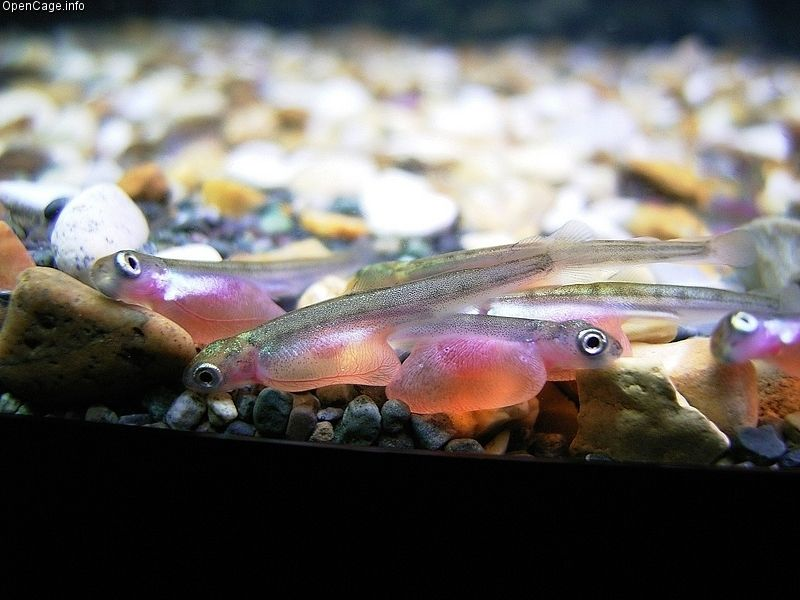
Cá hồi chum ấp trứng nhân tạo

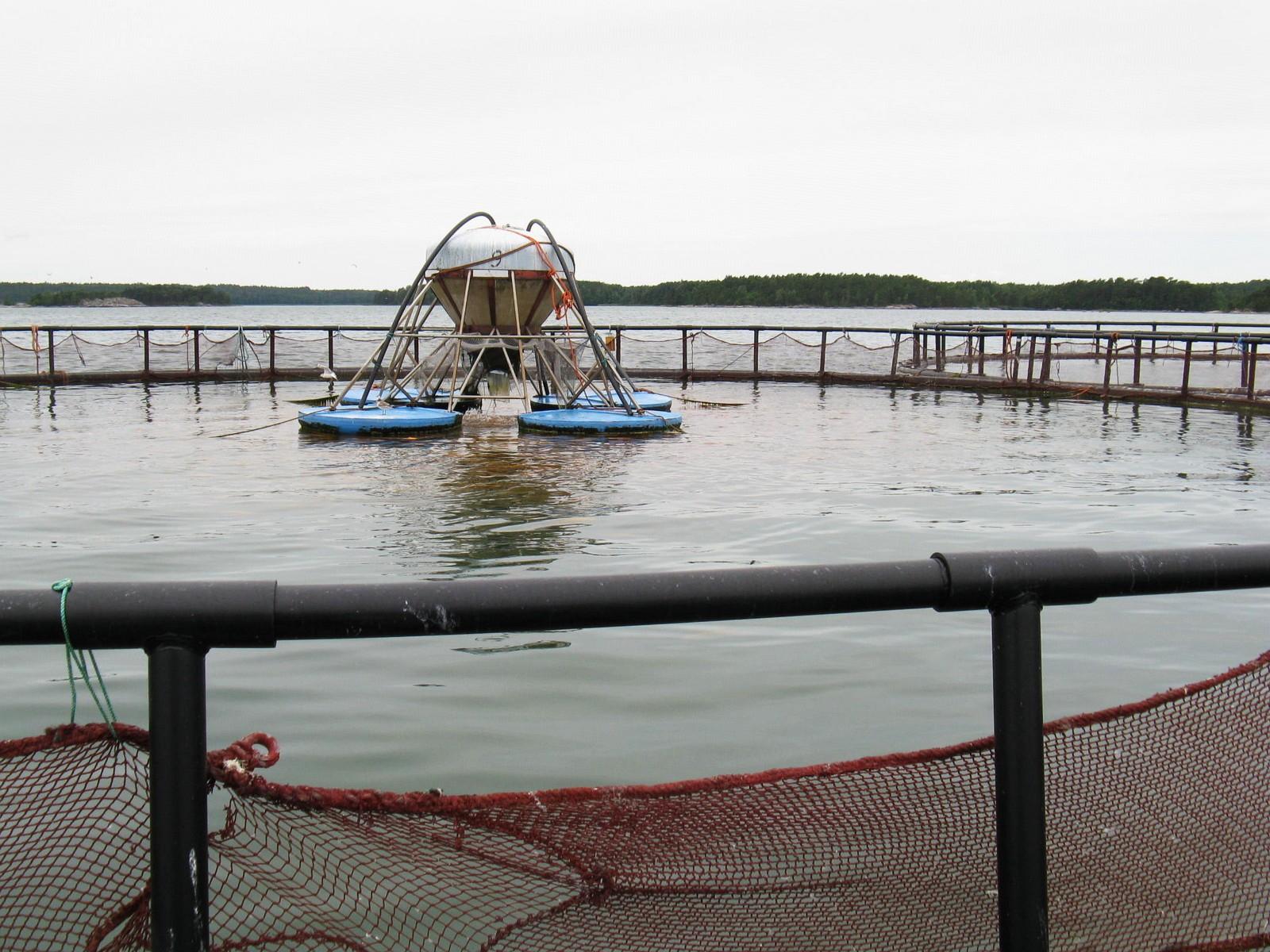
Cá hồi cầu vồng được nuôi tại quần đảo Phần Lan

Một hình thức sản xuất cá hồi khác, an toàn hơn, nhưng ít khả năng kiểm soát hơn, là nuôi cá hồi trong những nơi ấp trứng cho tới khi chúng đủ lớn để trở nên độc lập. Sau đó chúng được thả về các công sông, thường trong một nỗ lực để làm gia tăng số lượng cá hồi. Hệ thống này được gọi là trại nuôi, và rất phổ thông tại các quốc gia như Thụy Điển trước khi người Na Uy phát triển việc nuôi cá hồi, nhưng chỉ hiếm khi được thực hiện bởi các công ty tư nhân, bởi bất kỳ ai cũng có thể bắt cá hồi khi chúng quay trở về để đẻ trứng, hạn chế cơ hội kiếm lợi tài chính của công ty từ khoản đầu tư. Vì thế, phương pháp này chủ yếu được các cơ quan nhà nước và các nhóm phi lợi nhuận như Cook Inlet Aquaculture Association sử dụng như một phương pháp nhân tạo để làm gia tăng số lượng cá trước thực tế chúng đang suy giảm vì khai thác quá mức, xây dựng đập, và phá hủy môi trường sống hay làm tan rã môi trường sống của cá hồi. Không may thay, cách thức này có thể dẫn tới những hậu quả không mong muốn, gồm cả việc "pha loãng" gen của các quần thể hoang dã, và hiện có nhiều sự khuyến khích cho việc nuôi thêm cá bằng phương pháp kiểm soát nuôi trồng và cải thiện cũng như bảo vệ môi trường sống của cá hồi. Một biện pháp thay thế khác là cung cấp cá, được gọi là nuôi tại đại dương, cũng đang được phát triển ở Alaska. Tại đây những con cá hồi non được thả về biển xa khỏi bất kỳ khu vực cá hồi hoang dã nào khác. Sau đó khi tới thời gian chúng đẻ, chúng quay về nơi được thả và các ngư dân có thể thu hoạch chúng.
Một biện pháp thay thế khác cho việc ấp trứng là sử dụng các kênh đẻ trứng. Trong đó những dòng suối nhân tạo, thường song song với một dòng suối thiên nhiên được làm bằng bê tông hay các bờ rip-rap và đáy rải sỏi. Nước từ dòng suối lân cận được bơm phía trên kênh, thỉnh thoảng qua một ao phía trên, để ngăn cặn lắng. Tỷ lệ trứng nở trong kênh thường cao hơn tại dòng suối bên cạnh bởi việc kiểm soát dòng nước, vốn trong vài năm có thể rửa trôi redd tự nhiên. Vì không có lũ, các kênh ấp trứng thỉnh thoảng phải được rửa sạch để loại bỏ cặn lắng tích tụ. Cũng những con nước phá hủy các redd tự nhiên làm sạch cho những dòng kênh. Các kênh ấp trứng giữ được sự lựa chọn tự nhiên của các dòng suối tự nhiên, bởi không có lợi ích, như trong việc ấp trứng, sử dụng các hóa chất phòng bệnh để kiểm soát dịch bệnh.
Những con cá hồi nuôi được cho ăn các carotenoid astaxanthin và canthaxanthin để có màu sắc thịt giống với cá hồi tự nhiên.
Một biện pháp thay thế được đề xuất khác để sử dụng cá bắt tự nhiên làm mồi cho cá hồi, là dùng các sản phẩm gốc đậu tương. Điều này có thể tốt hơn cho môi trường trại nuôi, tuy nhiên, việc sản xuất đậu tương cũng có ảnh hưởng lớn tới môi trường nơi trồng trọt.
Một giải pháp thay thế có thể các là sản xuất các đồng sản phẩm ethanol sinh học, proteinaceous lên men sinh học. Việc thay thế những sản phẩm đó cho việc nuôi cá có thể dẫn tới kết quả tăng trưởng tương đương (thỉnh thoảng còn cao hơn) ở cá. Với khả năng áp dụng ngày càng cao, việc này có thể giải quyết vấn đề chi phí gia tăng cho chi phí mua cá nuôi cá hồi.
Một biện pháp thay thế hấp dẫn khác là gia tăng sử dụng tảo biển. Tảo biển cung cấp các khoáng chất và vitamin thiết yếu cho sự phát triển của sinh vật. Nó có ưu thế vì có thể cung cấp một lượng chất xơ tự nhiên và có độ glycemic thấp hơn thịt cá nuôi bằng ngũ cốc. Trong tình huống tốt nhất, việc sử dụng rộng rãi tảo biển có thể tạo ra một tương lai cho ngành nuôi trồng thủy sản hạn chế nhu cầu sử dụng đất, nước ngọt hay phân bón để nuôi cá.

## Hình ảnh

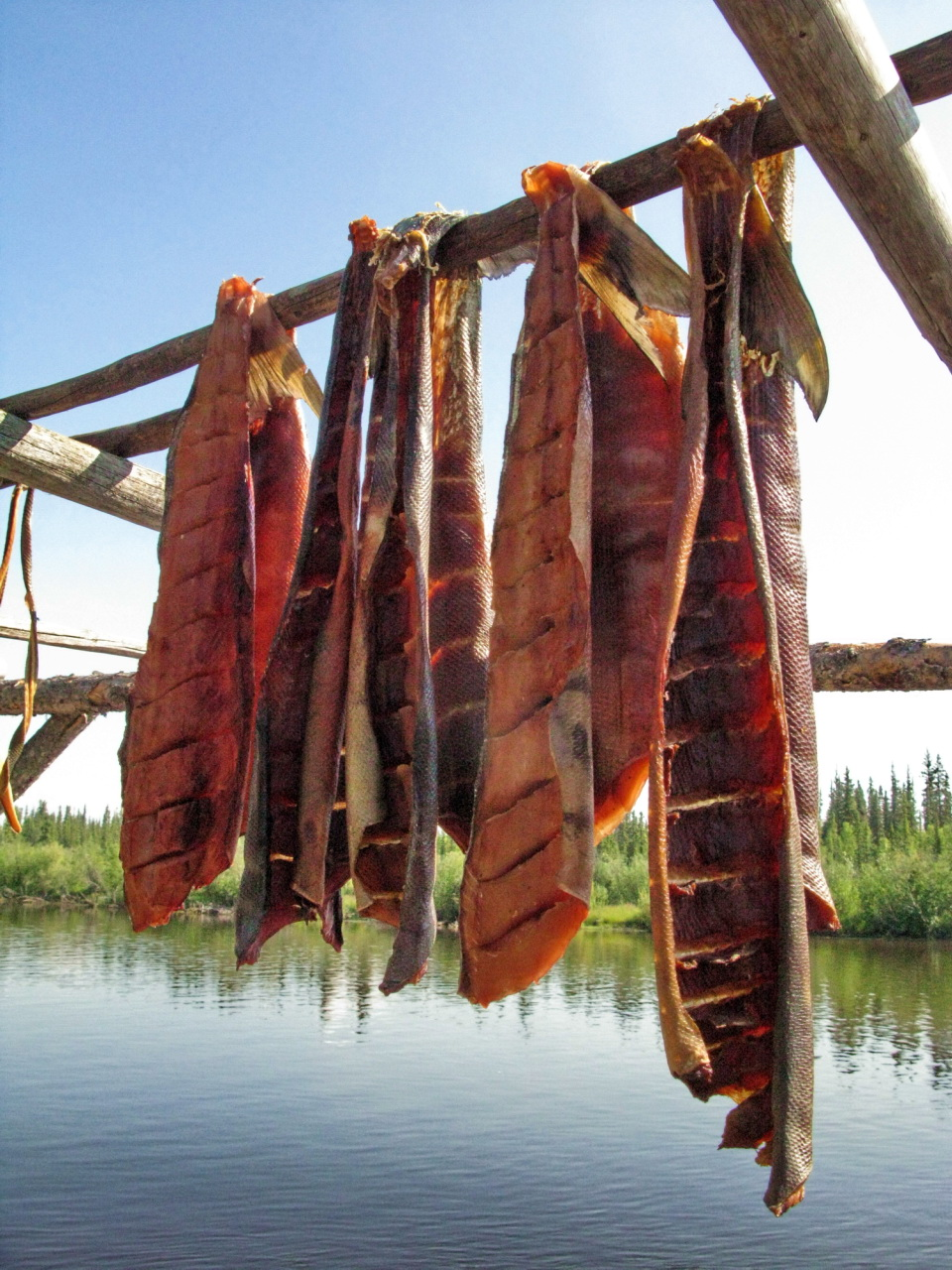
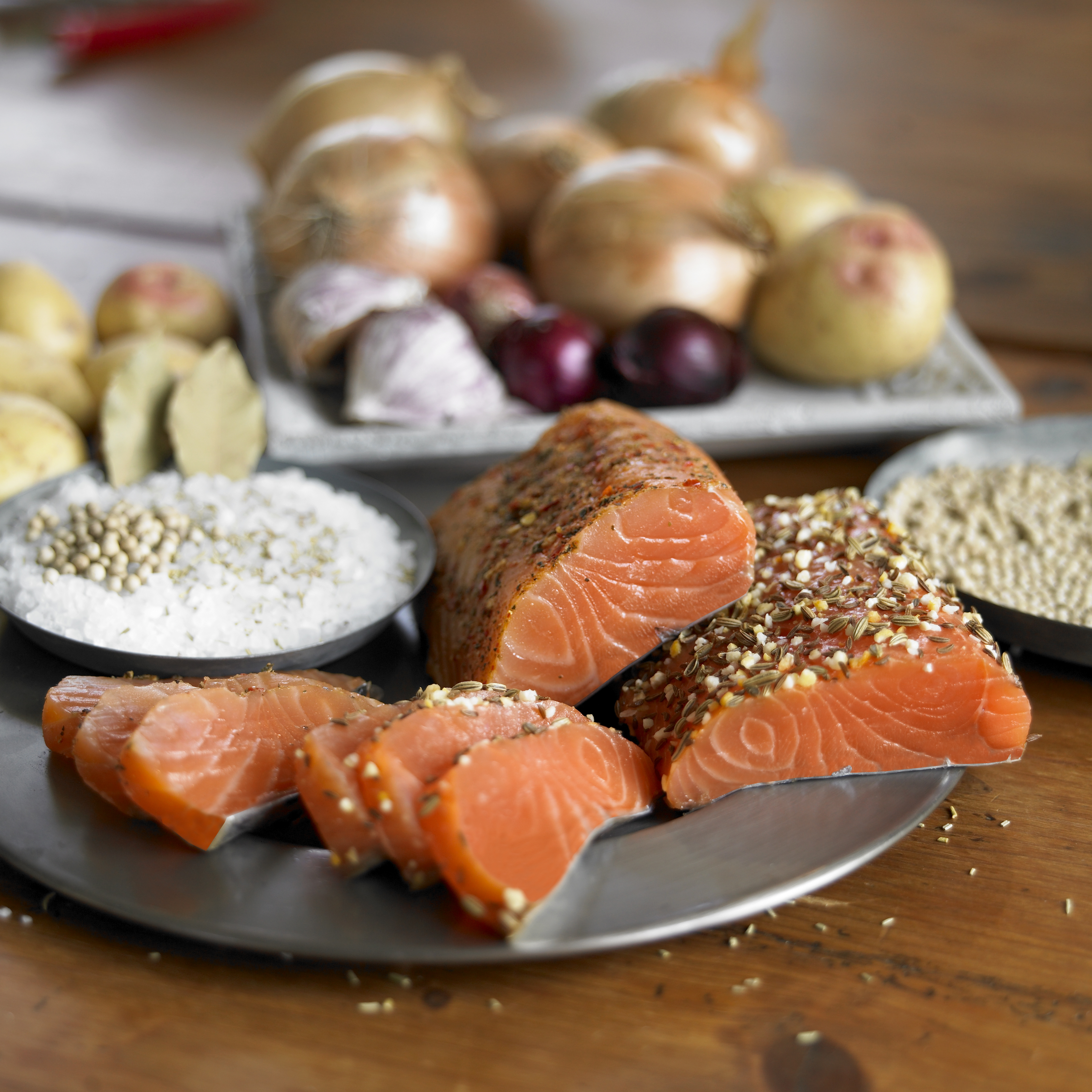
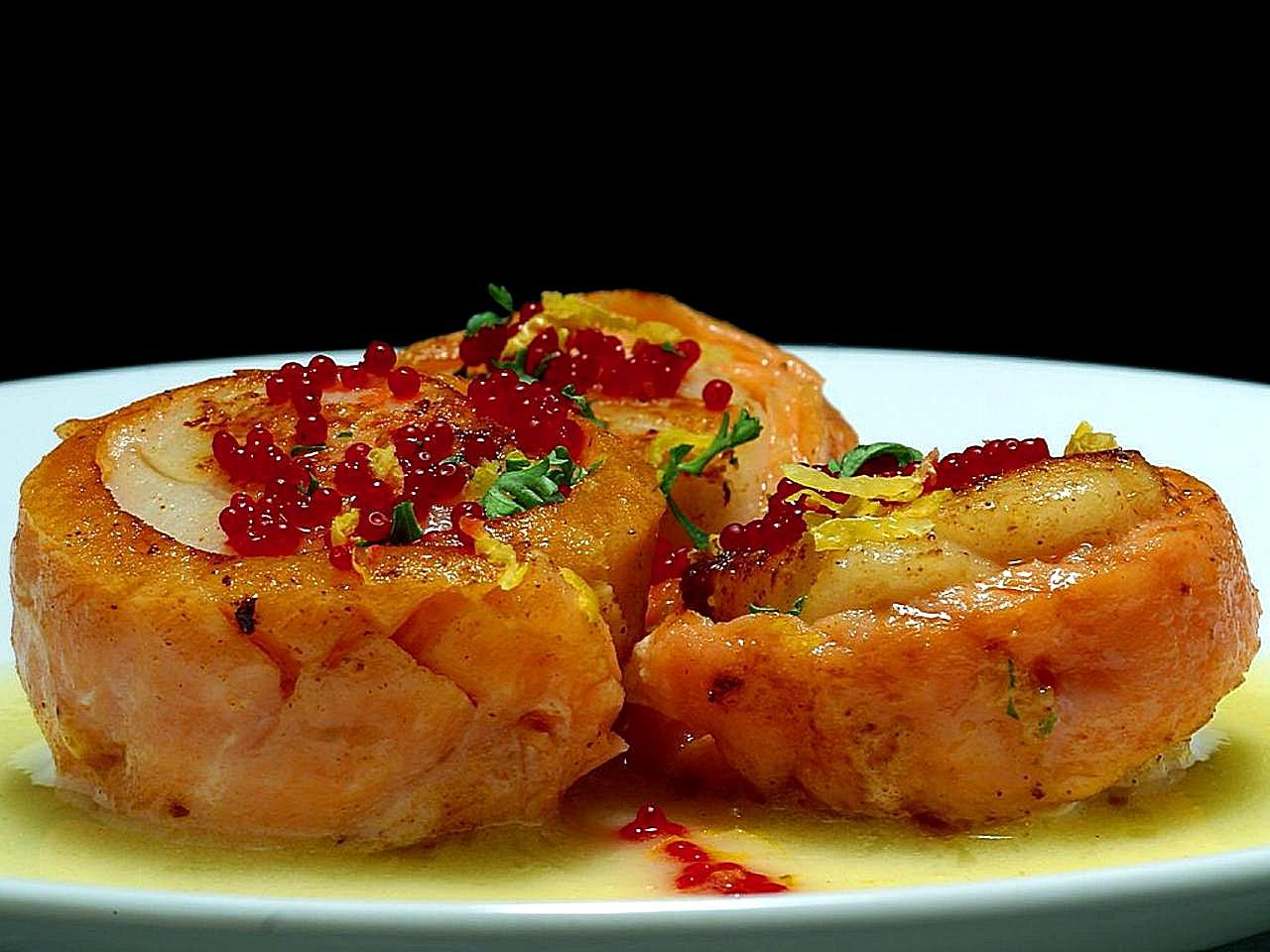
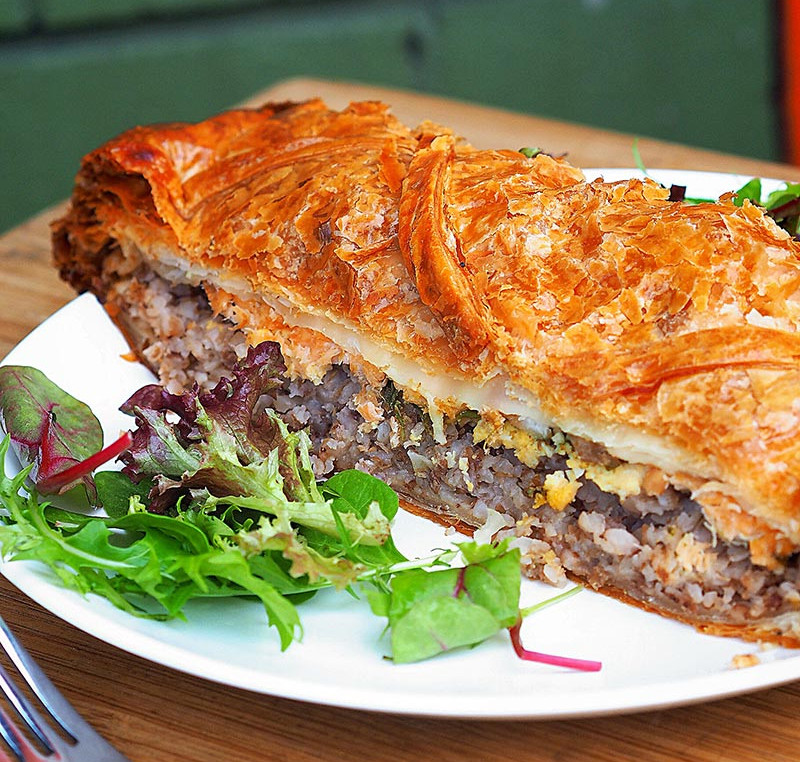
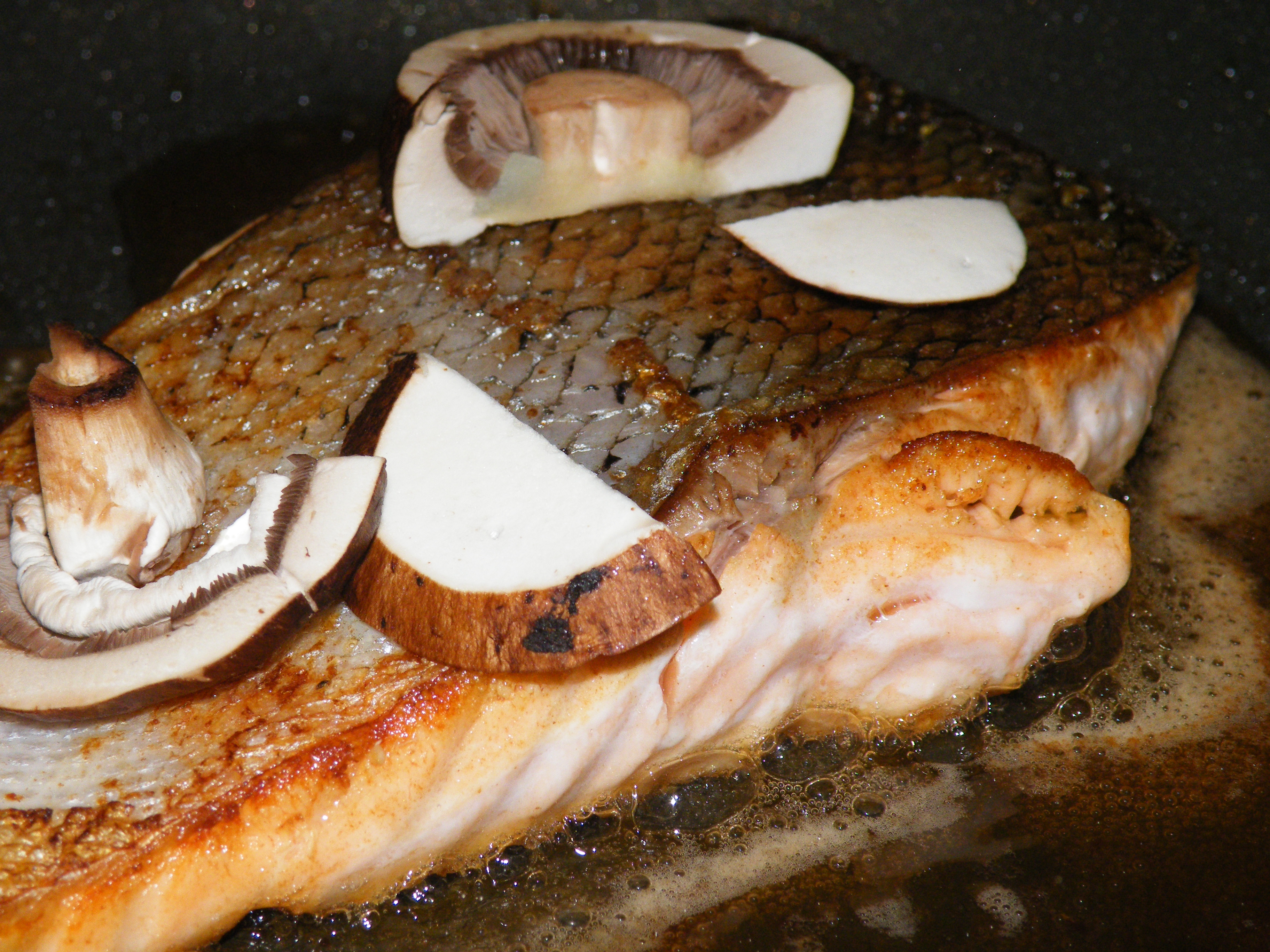
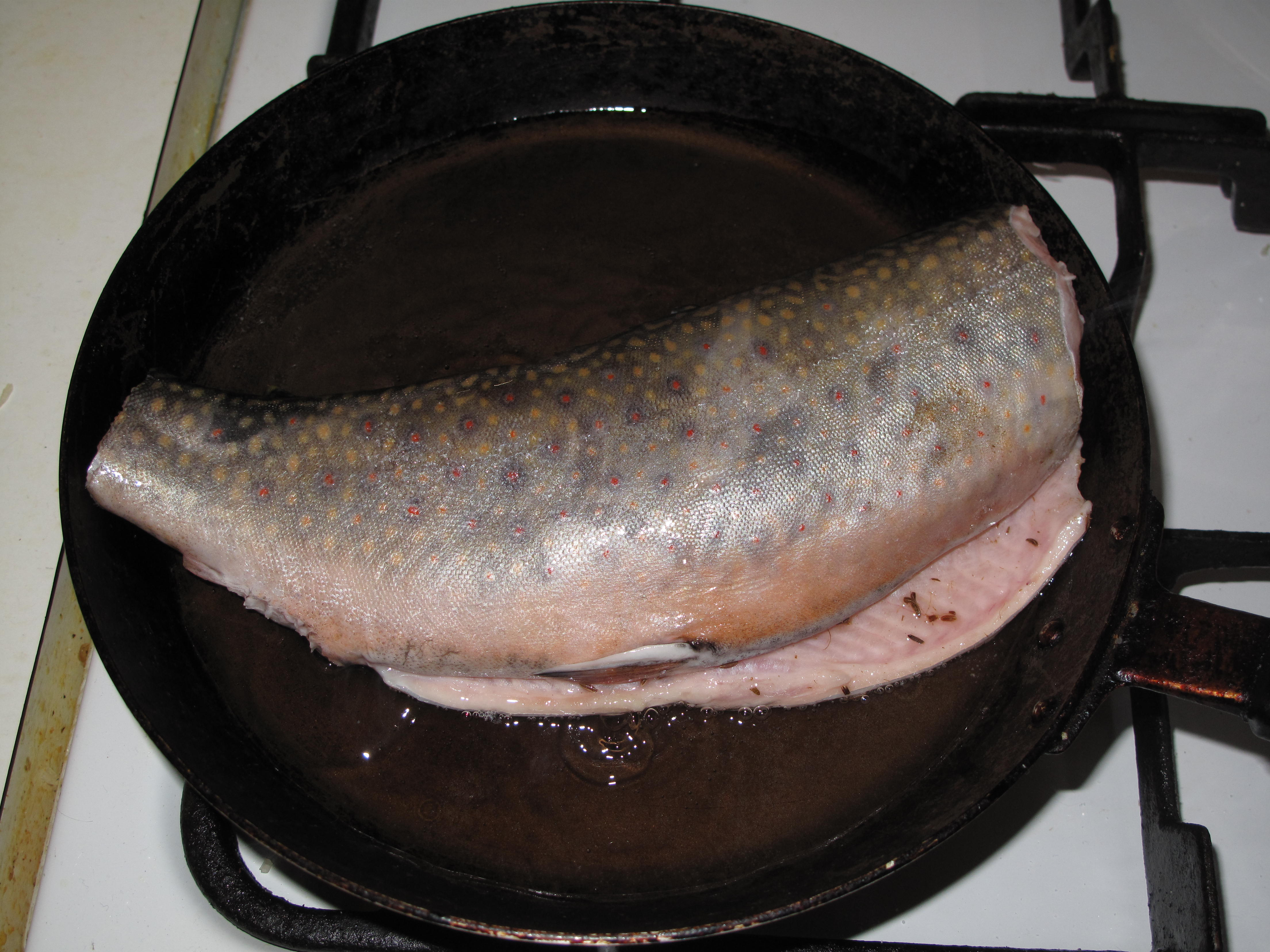
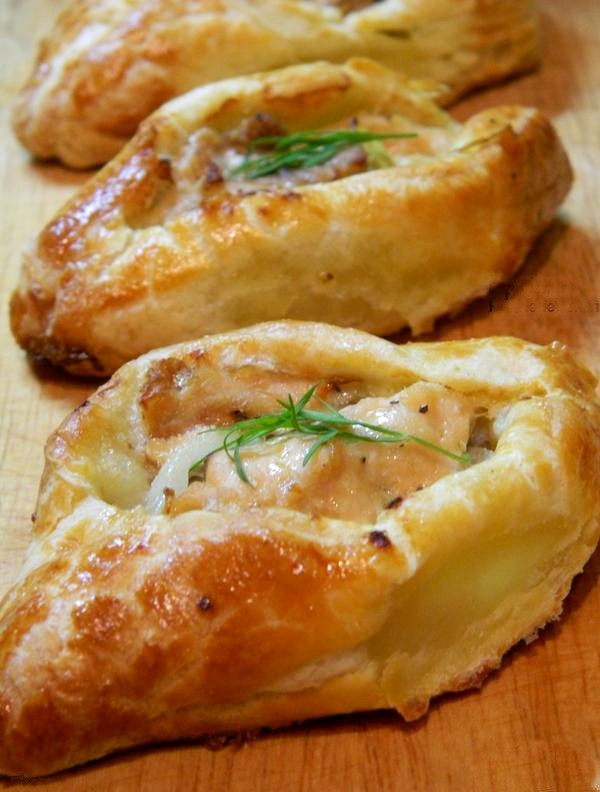
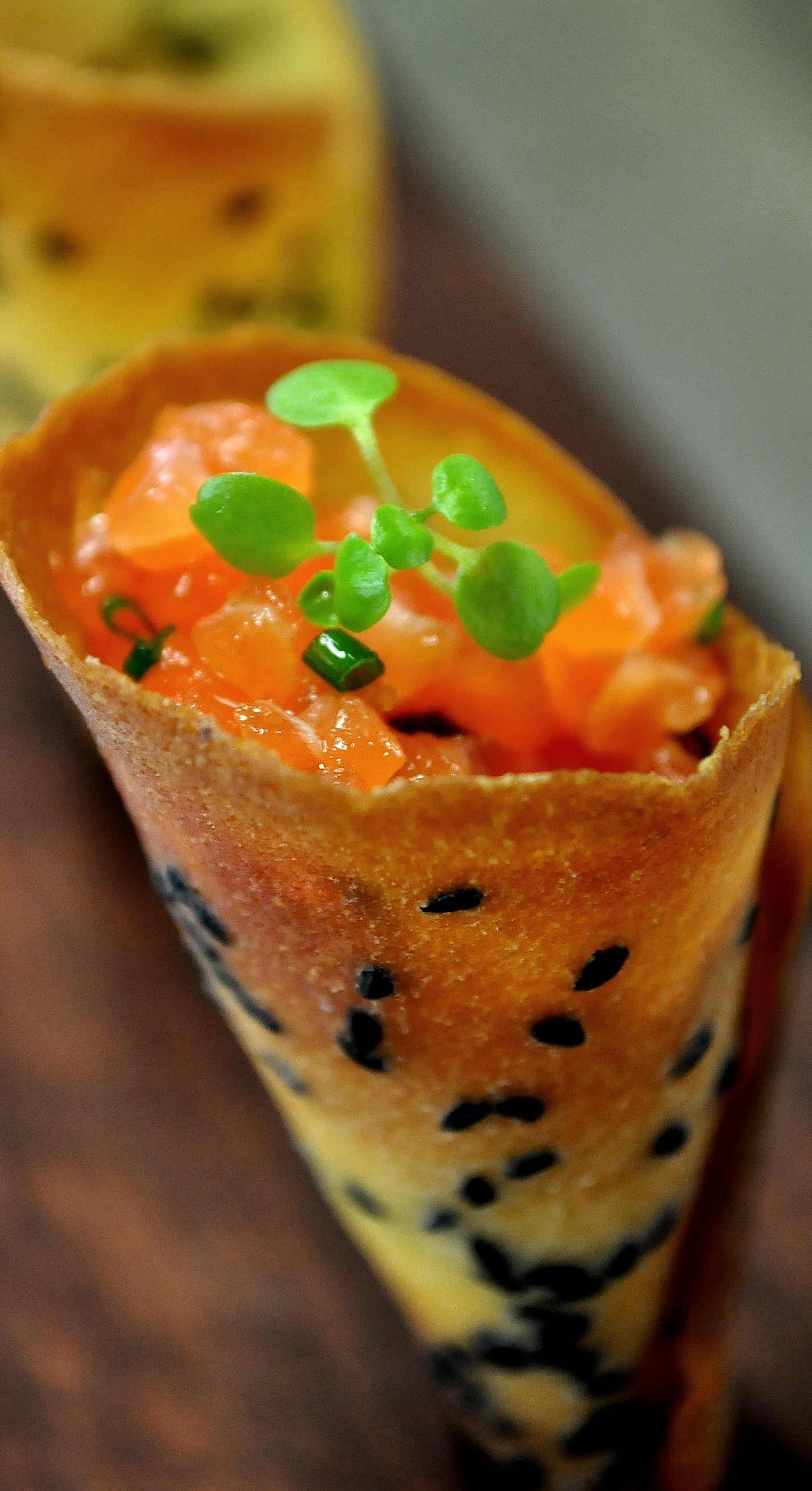

- Tập tin:Salmon tartare (35063367534).jpg